# NGC 5842
NGC 5842 (również PGC 53831) – galaktyka spiralna (Sb), znajdująca się w gwiazdozbiorze Wolarza. Odkrył ją Édouard Jean-Marie Stephan 11 maja 1882 roku. Jest zaliczana do radiogalaktyk.